# Ryan Doherty
Ryan Daniel Doherty (* 2. Februar 1984 in Toms River) ist ein US-amerikanischer Beachvolleyball- und ehemaliger Baseballspieler.

## Karriere
Doherty begann seine Baseball-Karriere an der Toms River East High School. Anschließend studierte er an der University of Notre Dame und spielte in der Universitätsmannschaft als Pitcher. 2010 wechselte Doherty, der wegen seiner außergewöhnlichen Körpergröße den Spitznamen „Avatar“ trägt, zum Beachvolleyball. Auf der AVP-Tour spielte er in den ersten beiden Jahren mit wechselnden Partnern. 2012 bildete er ein Duo mit Casey Patterson. Für besondere Aufmerksamkeit sorgte ein Sieg gegen die Olympiasieger Todd Rogers und Phil Dalhausser. 2013 spielte Doherty zunächst selbst mit Rogers. Das Duo startete mit einem zweiten Platz auf der Continental Tour. Bei den Fuzhou Open und den Grand Slams der FIVB World Tour in Corrientes und Rom erreichten sie jeweils den 17. Platz. Bei der WM 2013 in Stare Jabłonki landeten Rogers/Doherty ebenfalls auf Platz 17. Von Oktober 2013 bis September 2014 war Nicholas Lucena Dohertys Partner. Beste Ergebnisse von Doherty/Lucena auf der World Tour 2014 waren ein zweiter Platz beim Grand Slam in Berlin sowie ein dritter Platz bein Grand Slam in Gstaad. 2015 und 2016 spielte er zusammen mit John Mayer. 2017 bildete Doherty mit John Hyden ein Team. 2018 spielt er an der Seite von Billy Allen.